# Rostawyzja (Fluss)
Die Rostawyzja (ukrainisch Роставиця) ist ein 116 km langer, linker Nebenfluss des Ros in der Ukraine.
Der Fluss im Einzugsgebiet des Dneprs hat ein Einzugsgebiet von 1465 km² bzw. 1430 km², ein Gefälle von 1,3 m/ km und an der Mündung einen durchschnittlichen Wasserabfluss von 3,59 m³/ s.
Der längste Nebenfluss der Rostawyzja ist der links in die Rostawyzja mündende, 31 km lange Postil (Постіл), der ein Einzugsgebiet von 158 km² besitzt.

## Verlauf
Die Rostawyzja entspringt im Dneprhochland im Süden der Stadt Kosjatyn in der Oblast Winnyzja. Daraufhin fließt sie durch den Rajon Chmilnyk im Norden der Oblast Winnyzja, die Rajons Ruschyn und Popilnja im Süden der Oblast Schytomyr sowie durch die Rajons Skwyra und Bila Zerkwa in der Oblast Kiew.
Sie mündet bei dem Dorf Pylyptscha (Пилипча) südwestlich von Bila Zerkwa in der Oblast Kiew in den Ros.